# 安達美加
安達 美加（あだち みか、1981年4月27日 - ）はかつて活躍した日本の元女優。
千葉県市川市出身。兄がいる。東京宝映テレビに所属していた。1991年引退。
大塚ちかとは現在も交友関係を持っている。また、大塚のブログによると引退したのは、学校行事に参加できなくなったからとのことで、現在は一般企業に就職しているという。

## 子役時代のプロフィール
- 身長： 118cm
- 体重： 21kg
- スリーサイズ(B/W/H)： 58/53/60

## 出演作品
- わが娘が消えた夜（1985年7月30日、日本テレビ系）
- 家政婦・織枝の体験（1985年 - 1987年、TBS系）
- 連続テレビ小説『はね駒』（1986年4月7日 - 10月4日、NHK） ‐ 中河あや
- 裸の大将 第19話「清とお化けと夏祭り」（1986年8月17日、関西テレビ系） ‐ マナミ
- な・ま・い・き盛り（1986年10月16日 - 12月18日、フジテレビ系）
- このこ誰の子? （1986年10月22日 - 1987年3月25日、フジテレビ系・大映テレビ） - 杉浦葵（幼女時代）
- ドラマ女の手記 『新米保母さん奮戦記』（1986年12月1日、テレビ東京系）
- 三どしま（1987年4月20日 - 6月5日、TBS系）
- 八ツあたり家族三人旅（1987年5月22日、フジテレビ系）
- 魔夏少女（1987年8月12日、TBS系）
- 家庭の問題（1987年10月12日 - 1989年9月28日、TBS系）
- オヨビでない奴!（1987年10月21日 - 1988年3月23日、TBS系）
- パパは年中苦労する（1988年4月8日 - 7月1日、TBS系） - 広瀬美加
- パパはニュースキャスターお正月スペシャル（1989年1月2日、TBS系） - 安達愛
- カラダ記念日（1989年2月4日、TBS系）
- ナオコ、さんまの結婚式ララバイ（1989年5月23日、ABC製作）
- 火曜サスペンス劇場小さな証言者 パパが殺された! あの子は嘘つき少女?（1989年9月12日、日本テレビ系）
- 家庭の問題（1990年1月8日 - TBS系）
- 浮浪雲（1990年10月11日 - 1991年3月28日、TBS系） - お花
- イラク人質の妻たち（1991年4月15日、TBS系）